# Peter Houseman
Peter Houseman (* 24. Dezember 1945 in Battersea; † 20. März 1977 nahe Oxford) war ein englischer Fußballspieler.

## Leben und Karriere
Der Engländer begann seine Karriere in der Jugend des FC Chelsea. 1963 unterschrieb er einen Profivertrag bei den „Blues“. Im gleichen Jahr machte er sein Debüt gegen Sheffield United. Nach anfänglichen Problemen mit Trainer und Fans setzte sich der Mittelfeldspieler beim FC Chelsea durch. Er wurde als „Wasserträger“ der Stars bezeichnet. 1970 wurde er englischer Pokalsieger und erzielte dabei im Finale den Ausgleich gegen Leeds United. Ein Jahr später war er Sieger des europäischen Pokalsiegerwettbewerbs. Nach den Krisenjahren der Londoner wechselte Houseman zu Oxford United. Bis zu seinem Tod 1977 war er bei den O's unter Vertrag. Houseman starb an den Folgen eines Autounfalls auf einer Autobahn nahe Oxford, nachdem er eine Benefizveranstaltung besucht hatte. Beim Autounfall kamen auch seine Frau und zwei seiner Freunde ums Leben. Der FC Chelsea veranstaltete aufgrund der Ereignisse im Jahr 1977 ein Abschiedsspiel für Peter Houseman. Das Gedenkspiel besuchten über 17.000 Zuschauer. In Oakley und Umgebung wurde eine Jugendmeisterschaft nach dem Mittelfeldspieler benannt. 

## Erfolge
- Englischer Pokal: 1970
- Europapokal der Pokalsieger: 1971